# Сьохо-Мару (2723)
Сьохо-Мару (2723) — транспортне судно, яке брало участь у операціях японських збройних сил на Тихому океані.
Судно спорудили в 1941 році на верфі Mitsubishi Jukogyo в Кобе для компанії Towa Kisen.
У січні 1943-го судно реквізували для потреб Імперської армії Японії.
27 лютого 1944-го судно вийшло у складі конвою з острова Хальмахера (північна частина Молуккських островів) до новогвінейського Манокварі (північно-східне узбережжя півострова Чендравасіх). Опівдні 28 лютого з американського підводного човна USS Balao помітили дими конвою, що перебував на відстані більш ніж пів сотні кілометрів. Субмарина почала зближення, при цьому невдовзі занурилась, оскільки конвой мав авіаційний супровід. За чотири години по тому з наближенням вечора USS Balao сплив та продовжив погоню у надводному положенні. Ще через сім з половиною годин (вже настало 29 лютого) субмарині вдалось зайняти позицію для залпу. Протягом двох хвилин човен дав залпи (разом 10 торпед) із носових та кормових торпедних апаратів — спершу з відстані 2,8 км по найбільшому транспорту конвою, а потім з дистанції 2,5 км по ньому та ще одному, яким виявився «Сьохо-Мару» (на момент другого залпу з кормових апаратів силуети двох транспортів частково перекривались). Обидва транспорти були уражені та затонули, при цьому разом з «Сьохо-Мару» загинуло 34 особи.